# Granada (Meta)
Granada es un municipio ubicado en el departamento de Meta, en Colombia. Dista de Bogotá a lo largo de una carretera de 180 km y 86 km de la capital departamental Villavicencio. Es el segundo municipio más turístico del departamento del Meta después de Villavicencio y la segunda que más recibe población desplazada.

## División Político-Administrativa
Además de su Cabecera municipal. Granada tiene bajo su jurisdicción los siguientes Centros poblados:
- Aguas Claras
- Canaguaro
- Dosquebradas
- La Playa
- Puerto Caldas
- Punta Brava

### Veredas
Además, el municipio tiene constituido unas 28 veredas:
Alto Iriqué, Caño Rojo, Darién, El Crucero, El Delirio, El Guape, Florida Baja, Guanaya, Guayaquil, La Cabaña, La Cubillera, La Esperanza, La Isla, La Mariela, La Palmilla, La Rivera, Las Brisas, Los Andes, Los Mangos, Los Maracos, Mucuya, Patio Bonito, San Ignacio, Santa Helena, Sardinata, Trocha 9, Unión de Dos Quebradas, Urichare.

## Historia
En el área de influencia del hoy municipio de Granada, estaban asentadas tres culturas indígenas: los Guayupe (grupo más numeroso), los Sae y los Operigua que no tenían bien definido su territorio; solamente presentaban diferencias dialécticas y culturales, que no fueron estudiadas, al sucumbir a las primeras colonizaciones europeas, impulsadas por las empresas explotadoras de caucho, quina, balata y madera; contagiados por enfermedades importadas por recién llegados (sarampión, viruela, escarlatina etc.), más las fiebres endémicas propias de la región (fiebre amarilla y paludismo) fueron diezmados paulatinamente. 
Granada, llamada inicialmente Boquemonte, al ser la entrada de un camino real que penetraba las inhóspitas selvas de la vega del río Ariari; vivió la misma dinámica de poblamiento que la Orinoquía, región natural conocida como los Llanos Orientales, conformada por las divisiones político administrativas correspondientes a los departamentos del Meta, Arauca, Casanare y Vichada. 
El ocupamiento de la Orinoquía, ha sido el resultado histórico de los procesos migratorios provenientes de los Andes Colombianos, que se fueron asentando gradualmente en el espacio regional, acorde con las condiciones ambientales, tecnológicas, capacidad productiva y casi siempre con el apoyo estatal. 
La región del Ariari, cuyo municipio más importante es el de Granada, comenzó su ocupación con el desplazamiento poblacional desde el altiplano cundiboyacense y el Sumapaz a mediados del siglo pasado, y se acentuó entre 1950 y 1970 con migraciones hacia el alto Ariari, conformado por los municipios de Cubarral, Granada, el Castillo, Medellín del Ariari, Fuente de Oro y Lejanías. 
La persecución de la guerrilla en el Tolima y Huila, con operaciones como Marquetalia, el Pato y Guayabero, originó un desplazamiento de ésta, descendiendo a su base social, propiciando el proceso de colonización armada. 
En el año 1940, Boquemonte ya reúne las características de un caserío, constituyéndose en 1948 en Inspección Departamental de Policía. 
El 23 de junio de 1956, Boquemonte cambia su nombre por Granada; así mismo el 19 de noviembre del mismo año, mediante decreto 299 es erigido a la categoría de municipio.

## Geografía

### Descripción física
Cuenta con un área total de 381 km²; se encuentra en tres zonas climáticas: perhúmedo megatermal, muy húmedo megatermal y húmedo megatermal, clima cálido tropical, cuya temperatura promedio se encuentra entre los 24 y los 25,6 °C. La precipitación presenta valores entre 2.400 y 2.800 mm por año. La altitud mínima es de 372 m s. n. m. y la máxima es de 410 m s. n. m. El municipio se encuentra localizado entre los 3° 18´ y 3° 35´ de latitud Norte y entre 73° 30´ y 74° 03´ longitud Oeste del meridiano de Greenwich. 
En términos generales y a excepción de las zonas de talud, la topografía del municipio es plana, con pendientes que no superan el 3%. Los accidentes geográficos son la vega del río Ariari, la zona de sabana y los taludes que marcan la diferencia de nivel entre las anteriores.

### Límites del municipio
Granada está delimitada por los siguientes municipios:
| Noroeste: El Castillo (Río Ariari) | Norte: San Martín      | Nordeste: San Martin   |
| Oeste: Lejanías                    |                        | Este: Fuente de Oro    |
| Suroeste: San Juan de Arama        | Sur: San Juan de Arama | Sureste: Fuente de Oro |

### Ríos
El sistema hídrico tiene como eje principal el río Ariari, con sus afluentes el Guape y la Cubillera; completando la riqueza hídrica del municipio los caños Guanayas, Urichare, Mucuya, Venado entre otros en la zona de vega, los caños Irique, Iraca, Moya, Sibao entre otros en la sabana.

## Símbolos
Bandera: El pabellón consta de tres franjas horizontales iguales en orden descendente. El verde representa la agricultura como principal renglón económico de la región, el blanco la vocación pacífica de sus gentes, y el rojo la sangre de los patriotas llaneros que nos dieron la libertad. Fue adoptada mediante acuerdo No 133 del 17 de diciembre de 1968.
Escudo: El escudo fue adoptado mediante concurso convocado por el honorable Concejo Municipal en el año de 1989, siendo su autor Gustavo Bermúdez Romero. 
Sostenido por dos hachas cruzadas, símbolo de la colonización, del trabajo, abnegación y sacrificio de sus habitantes. En la primera hacha aparece impreso el año 1939, que marca los inicios de la población Boca de Monte, como fue llamada en sus comienzos a la llegada del fundador Martín Viatela. En la segunda hacha se encuentra el año 1956, cuando se erigió como municipio con el nombre que hoy se le conoce. Las hachas a su vez entrelazan un lema con la inscripción "TIERRA DE TRABAJO PARA HOMBRES DE PAZ", como fue el querer los fundadores.
En el mueble, se compone de dos partes: 
Por la mitad superior está dividido en tres partes, cada una con los colores de la bandera: 
- En la primera cuartel sinople está la paloma blanca simbolizando la paz que buscaron en sus tierras los colonizadores cuando debieron abandonar las suyas a causa de la violencia.
- En el cuartel de la mitad argén está la cornucopia de oro que derrama los productos agrícolas del municipio simbolizando la variedad agrícola y corroborando su buen nombre de despensa agrícola de la región.
- En el tercer cuartel gules, aparecen dos manos entrelazadas que representan la hospitalidad que la ciudad brinda a quienes llegaron a ella para quedarse y como bienvenida a los visitantes.

Por la mitad inferior del escudo, sobre un fondo azul cielo, aparece el majestuoso río Ariari sobre el cual se asienta el puente Guillermo León Valencia, arteria vial que contribuyó al desarrollo y símbolo indiscutible de progreso para el municipio de Granada y toda la región del Ariari.

### Himno
- Autor Letra: Edilberto Martínez Miranda.
- Autor Música: Jorge Schachner.

Letra
Coro:
A Granada hermosa, flor del Ariari
le canto arpegio de nota sonora
de amor por mi tierra el pecho palpita
soñando en bello paisaje, señora.
En tiempos lejanos de allende los mares
cruzando el Ariari en pos del dorado
viajeros con sangre regaron pesares
y del pueblo Guayupe la huella borraron.
Rosendo y Nieves, en canto de amores
de selva y sabana en montes forjaron
sus manos callosas tupidas de albores
con otros colonos un pueblo fundaron.
El río de oro pregona cantares
regando en sus playas hermoso sonido
en vegas doradas por dardos solares
sueña Alcaravanes un León herido.
Centauro valiente que libra faena
buscando al galope lucir su destreza
mujeres alegran festiva cosecha
luciendo en sonrisa serena belleza.
Catedral majestuosa de fe ilumina
como ave surcando cielos cristalinos
legendario bambú de su parque la esquina
que guarda la historia de los granadinos.
Granada la eterna de paz es bandera
una joven raza que nace en su seno
inicia el camino de esta nueva tierra
cosecha sagrada, regada de cielo

## Economía
Las principales actividades económicas del municipio en el área rural son: producción agropecuaria, con cultivos de arroz de riego y de secano, maíz tecnificado, plátano, palma africana, cacao, yuca, caña panelera, papaya, cítricos y maracuyá. 
En segundo orden, la ganadería tradicional de pastoreo extensivo y semi-extensivo. 
En tercer orden, el turismo, la piscicultura de peces de consumo y ornamentales y finalmente la explotación a cielo abierto.
Así que es una ciudad conocido por su ganadería, y posee una de las mejores ferias y fiestas, donde se ven exposiciones desde caballos de paso fino, hasta coleo
Sector Financiero
- Banco Agrario
- Banco Caja Social
- Banco de Bogotá
- Banco Popular
- Bancolombia
- BBVA
- Davivienda

Todas las entidades bancaria mencionadas cuentan con el servicio de cajeros automáticos.

## Turismo
Granada al ser epicentro de la economía de la región del Ariari, celebra un festival en el mes de agostos dedicado al hombre del campo que con su nobleza y tesón, provee de alimentos agrícolas, a la región y al país entero, El Festival de la cosecha Llanera que se celebra cada año, contando con la participación de pobladores de todos los rincones del país. Este evento expone todas las riquezas agroforestales de la región, mediante el desfile de carrozas alegóricas a los productos cultivados en cada uno de los sectores rurales componentes del municipio, tales como frutas, hortalizas, legumbres entre otros tantos productos que ofrece Granada al resto del país.
En el mes de enero, el municipio realiza el Festival de Verano del río Ariari, donde se reúne la población local y personas que llegan de todas partes del país a deleitarse de la calidez de las aguas del río Ariari. Se desarrollan actividades como motocross, campercross, eventos lúdicos, deportivos y musicales, y principalmente la regata, consistente en atravesar el río Ariari en forma longitudinal desde el sector del cable hasta Puente Caído, sector donde antiguamente estaba ubicado el puente sobre el río Ariari, Puente Guillermo León Valencia. Los eventos principales de este festival se desarrollan en Puerto Caldas, Centro poblado del municipio.
Recinto de Flora y Fauna Los Camorucos Reserva Natural cuenta con Museo arqueológico de la cultura guayupe, Mariposario con especies de la región, Colección de semillas y avistamiento de aves, Ubicado en el kilómetro 2,5 vereda Puerto Suárez.

## Movilidad
Para llegar al municipio de Granada desde la capital, toma la Ruta Nacional 65 pasando desde Villavicencio hacia Acacías, Guamal y San Martín de los Llanos. En el municipio hay una variante al suroccidente que se dirige a San Juan de Arama y llega hasta Mesetas totalmente pavimentada y al suroriente por la misma ruta nacional a Fuente de Oro y Puerto Lleras hasta San José del Guaviare.
Al interior del municipio hay empresas de taxis que operan dentro del casco urbano y pueden llevar a varios lugares.
Hay motocargueros que prestan sus servicios para llevar desde y hacia las veredas.
Hay empresa de buses del municipio que va desde Granada hacia Punta Brava y Canaguaro, dentro de su itinerario incluye a Puerto Caldas, en marzo de 2024 el valor de este servicio por pasajero es de $3.000 y está disponible de 6 de la mañana a 6 de la tarde.
El medio principal de transporte son las motocicletas.  Hay trayectos que están pavimentados y otros no, tanto en el casco urbano como en el área rural del municipio de Granada.

## Organización Administrativa
- Despacho del Alcalde
- Oficina Asesora de Comunicaciones
- Oficina de Control Interno de Gestión
- Oficina de Control Interno Disciplinario
- Secretaría Administrativa
- Secretaría de Hacienda
- Secretaría Jurídica
- Secretaría de Desarrollo Económico y Competitividad
- Secretaría de Infraestructura
- Secretaría de Planeación
- Secretaría de Tránsito y Transporte
- Secretaría de Gobierno y Participación Ciudadana
- Secretaría de Salud
- Secretaría de Educación, Cultura, Recreación y Deporte
- Secretaría de la Mujer e Inclusión Social

## Servicios públicos
- Energía Eléctrica: Electrificadora del Meta (EMSA), es la empresa prestadora del servicio de energía eléctrica.
- Gas Natural: Llanogas, es la empresa distribuidora y comercializadora de gas natural en el municipio.